# Vienna, Georgia
Vienna är administrativ huvudort i Dooly County i Georgia. Orten har fått sitt namn efter Wien. I Vienna finns Georgias bomullsmuseum och en annan lokal turistattraktion är den årliga barbecuefesten Big Pig Jig.

## Kända personer från Vienna
- George Busbee, politiker
- Roger Kingdom, friidrottare
- Vincent Sherman, regissör